# Thaakir Abrahams
Pour les articles homonymes, voir Abrahams.
Pas d'image ? Cliquez ici

a Compétitions nationales et continentales officielles uniquement.

b Matchs officiels uniquement.
Dernière mise à jour le 27 février 2025.
Thaakir Abrahams, né le 10 janvier 2000 à Paarl (Afrique du Sud), est un joueur de rugby à XV sud-africain, évoluant aux postes d'ailier ou d'arrière.

## Biographie

### En club
Thaakir Abrahams naît et grandit à Paarl dans le Cap-Occidental, et commence à jouer au rugby à XV dès son plus jeune âge,. Lors de ses premières années de rugby, il est grandement gêné dans sa pratique par ses problèmes de vision, avant de recevoir ses premières lentilles de contact à l'âge de neuf ans. Il est éduqué à la Paarl Boys' High School (en). Jouant au rugby avec l'établissement, où il côtoie par exemple Evan Roos, il fait partie de l'équipe qui remporte soixante matchs d'affilée en championnat lycéen. Il joue alors au poste d'arrière, et il est le capitaine de son équipe en 2017,.
Parallèlement au championnat lycéen, il représente les équipes jeunes de la Western Province, disputant notamment la Craven Week en 2017. 
Après avoir terminé le lycée, il rejoint en 2018 l'Academy (centre de formation) des Natal Sharks de Durban,. Avec cette équipe, il remporte le championnat provincial des moins de 19 ans en 2018,. En 2019 et 2020, il joue avec l'équipe des moins de 21 ans,.
Au début de l'année 2020, Abrahams est retenu dans l'effectif professionnel des Sharks pour disputer la saison 2020 de Super Rugby. Dans une saison rapidement interrompue par la pandémie de Covid-19, il ne joue aucun match. Plus tard la même année, il fait à nouveau partie de l'effectif pour disputer le Super Rugby Unlocked (en). Il joue sa première rencontre, comme remplaçant, lors du match d'ouverture contre les Lions le 9 octobre 2020. Il s'agit de l'unique match qu'il dispute cette saison.
Toujours en 2020, il fait partie de l'effectif des Natal Sharks pour la Currie Cup 2020-2021, mais n'obtient pas de temps de jeu,. Il fait finalement ses débuts dans cette compétition lors de la saison 2021. Il s'impose alors au poste d'ailier, jouant neuf matchs, tous comme titulaire, et inscrivant cinq essais. Il est alors remarqué par la qualité de ses performances, et attire les comparaisons avec Cheslin Kolbe, qui présente un style de jeu similaire,. D'un point de vue collectif, il termine la saison à une place de finaliste, après s'être incliné en finale face aux Blue Bulls.
En 2021 également, il affronte à deux reprises avec sa franchise les Lions britanniques, à l'occasion de leur tournée en Afrique du Sud,. Il inscrit un essai lors de la deuxième rencontre, malgré la large défaite de son équipe.
Par la suite, il est intégré à l'effectif des Sharks pour leur première saison de United Rugby Championship, en 2021-2022. Alors qu'il commence la saison dans la peau d'un titulaire, il se blesse gravement lors de la troisième journée du championnat, mettant un terme à sa saison. Il fait son retour à la compétition la saison suivante, et retrouve rapidement un temps de jeu conséquent,.
En mars 2023, il est annoncé qu'il quitte l'Afrique du Sud au terme de la saison en cours, et qu'il rejoint le Lyon OU en Top 14 pour un contrat de deux saisons,. Il joue son premier match sous ses nouvelles couleurs le 2 septembre 2023 contre la Section paloise, marquant à cette occasion un essai.
Après une unique saison avec Lyon, il quitte le club pour s'engager avec la province irlandaise du Munster en United Rugby Championship, sur la base d'un contrat de deux saisons,.

### En équipe nationale
Thaakir Abrahams joue avec l'équipe d'Afrique du Sud des moins de 20 ans dans le cadre du championnat du monde junior 2019,. Il dispute quatre matchs lors de la compétition, inscrivant trois essais, et voit son équipe terminer à la troisième place,.

## Palmarès

### En club
- Finaliste de la Currie Cup en 2021 avec les Natal Sharks.